# Pacuvis
Els Pacuvis (Pacuvii) eren els membres d'una família notable de Campània.
Es mencionen al temps de la Segona Guerra Púnica amb Pacuvi Calavi, que va convèncer els habitants de Càpua de recolzar Hanníbal. Alguns romans també van portar el nom als darrers temps de la república i sota l'imperi, encara que pocs van destacar.
Els principals Pacuvii van ser:
- Marc Pacuvi, poeta tràgic romà.
- Sext Pacuvi, tribú de la plebs el 27 aC.